# Automolis rubricosta
Automolis rubricosta är en fjärilsart som beskrevs av Talbot 1929. Automolis rubricosta ingår i släktet Automolis och familjen björnspinnare. Inga underarter finns listade i Catalogue of Life.